# Snydertown (Northumberland County, Pennsylvania)
Snydertown ist ein Borough im Northumberland County in Pennsylvania, USA. Das U.S. Census Bureau hat bei der Volkszählung 2020 eine Einwohnerzahl von 325 ermittelt.

## Geographie

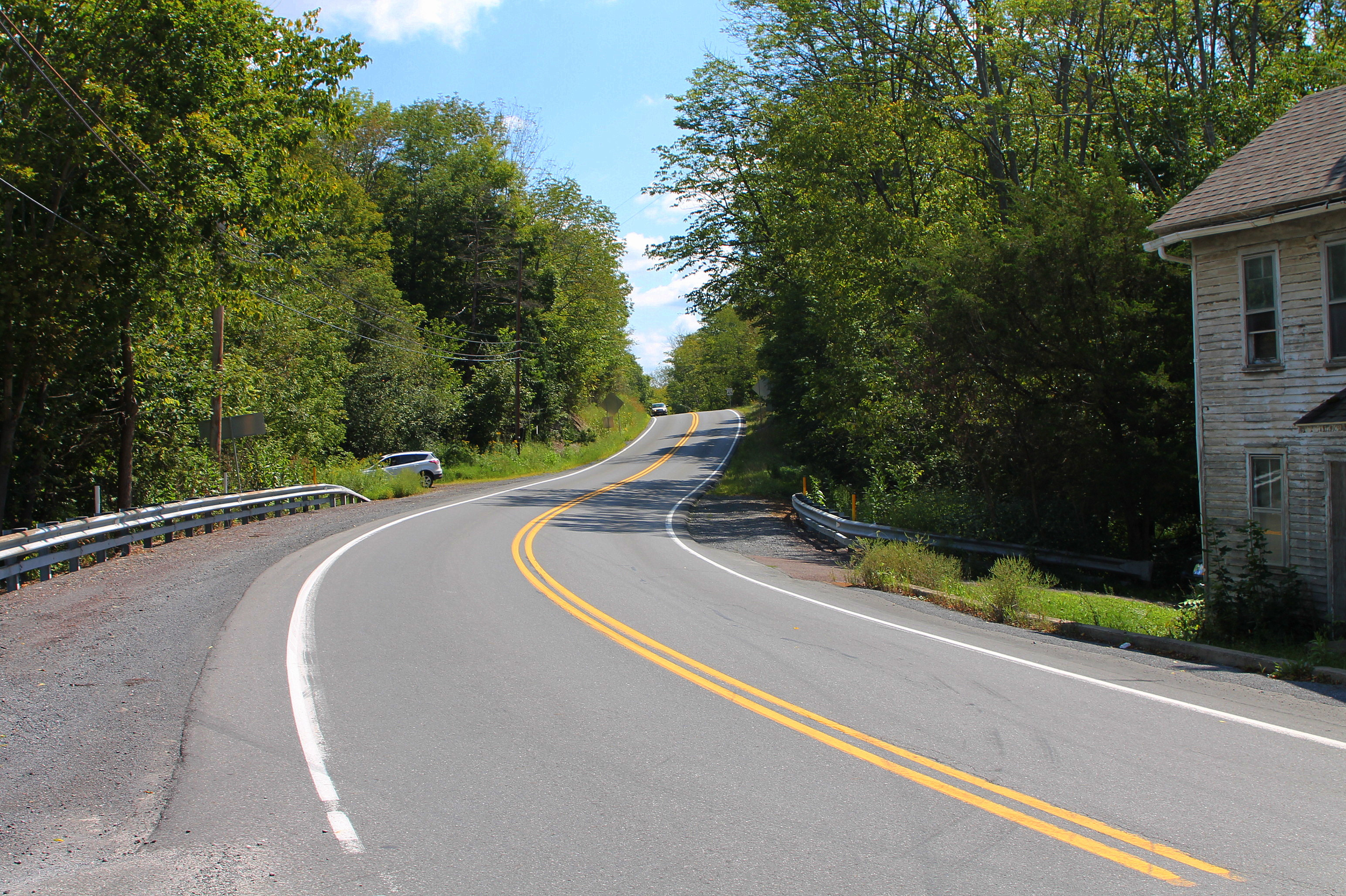
QR 4012 (Snydertown Road) in Snydertown

Snydertowns geographische Koordinaten lauten 40° 52′ N, 76° 40′ W (40,873399, −76,670632). Nach den Angaben des United States Census Bureaus hat der Borough eine Fläche von 9,0 km², ohne nennenswerte Gewässerflächen. Im Norden grenzt Snydertown an die Rush Township, im Osten und Süden an die Shamokin Township und im Westen an die Upper Augusta Township.
Der Shamokin Creek fließt von Osten nach Westen durch Snydertown. Der Großteil Snydertowns ist hügelig und bewaldet, mit einigen Ackerflächen. In der Nähe des Shamokin Creek ist das Gelände flacher. Bei Snydertown handelt es sich um ein Dorf, das sich von der Kreuzung der Snydertown Road (QR 4012) und der QR 4005 westwärts sowie nach Norden und vor allem nach Süden erstreckt. Der Rest des Boroughs ist extrem dünn besiedelt. Vereinzelte Gehöfte liegen entlang der Snydertown Road sowie an der Clark Road und der Fox Road West im Süden der Gemarkung Snydertowns.

## Geschichte
Der erste Landbesitzer in Snydertown war Godfrey Rockefeller, der sein Land an Joseph Snyder veräußerte; nach ihm ist Snydertown benannt. Snydertown wurde 1871 inkorporiert aus der Shamokin Township.

## Demographie
Zum Zeitpunkt des United States Census 2000 bewohnten Snydertown 357 Personen. Die Bevölkerungsdichte betrug 39,5 Personen pro km². Es gab 143 Wohneinheiten, durchschnittlich 15,8 pro km². Die Bevölkerung in Snydertown bestand zu 99,16 % aus Weißen, 0 % Schwarzen oder African American, 0 % Native American, 0,56 % Asian, 0 % Pacific Islander, 0 % gaben an, anderen Rassen anzugehören und 0,28 % nannten zwei oder mehr Rassen. 0 % der Bevölkerung erklärten, Hispanos oder Latinos jeglicher Rasse zu sein.
Die Bewohner Snydertowns verteilten sich auf 136 Haushalte, von denen in 31,6 % Kinder unter 18 Jahren lebten. 61,0 % der Haushalte stellten Verheiratete, 7,4 % hatten einen weiblichen Haushaltsvorstand ohne Ehemann und 26,5 % bildeten keine Familien. 22,1 % der Haushalte bestanden aus Einzelpersonen und in 7,4 % aller Haushalte lebte jemand im Alter von 65 Jahren oder mehr alleine. Die durchschnittliche Haushaltsgröße betrug 2,60 und die durchschnittliche Familiengröße 3,04 Personen.
Die Bevölkerung verteilte sich auf 23,8 % Minderjährige, 6,7 % 18–24-Jährige, 31,1 % 25–44-Jährige, 26,6 % 45–64-Jährige und 11,8 % im Alter von 65 Jahren oder mehr. Der Median des Alters betrug 39 Jahre. Auf jeweils 100 Frauen entfielen 113,8 Männer. Bei den über 18-Jährigen entfielen auf 100 Frauen 100,0 Männer.
Das mittlere Haushaltseinkommen in Snydertown betrug 40.250 US-Dollar und das mittlere Familieneinkommen erreichte die Höhe von 41.563 US-Dollar. Das Durchschnittseinkommen der Männer betrug 30.000 US-Dollar, gegenüber 20.625 US-Dollar bei den Frauen. Das Pro-Kopf-Einkommen belief sich auf 15.107 US-Dollar. 7,6 % der Bevölkerung und 5,9 % der Familien hatten ein Einkommen unterhalb der Armutsgrenze, davon waren 10,4 % der Minderjährigen und 0 % der Altersgruppe 65 Jahre und mehr betroffen.